# Dziura w Organach VII
Dziura w Organach VII – jaskinia w Dolinie Kościeliskiej w Tatrach Zachodnich. Wejście do niej znajduje się w południowej części Organów na wysokości 1065 metrów n.p.m. Długość jaskini wynosi 7,5 metrów, a jej deniwelacja 1 metr.

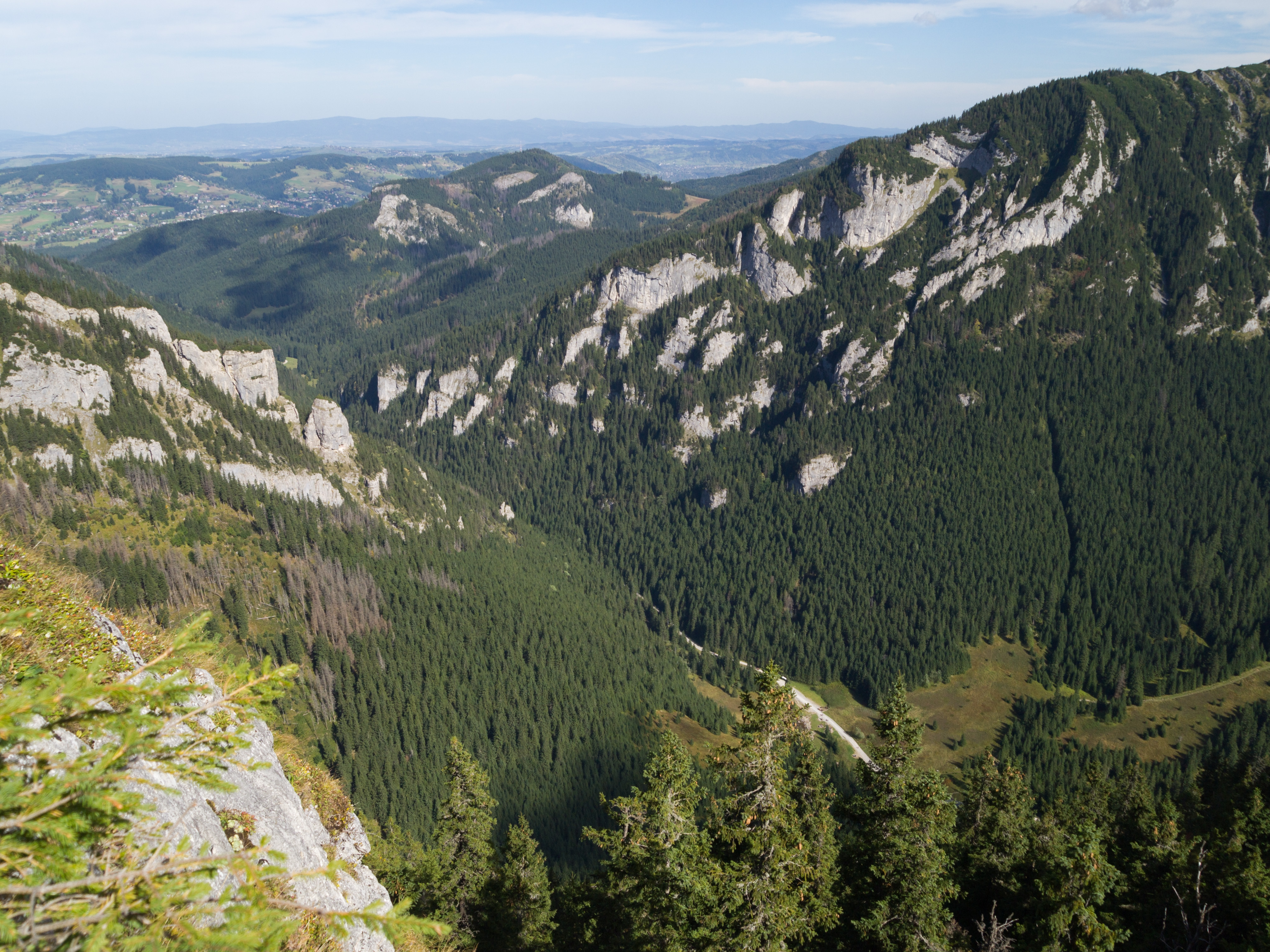
Na prawo południowo-zachodnie zbocza Organów

## Opis jaskini
Jaskinię tworzy idący w dół korytarz zaczynający się w szerokim otworze wejściowym ze wstępną nyżą, a kończący szczeliną nie do przejścia. W bok odchodzi od niego kilka ciasnych szczelin.

## Przyroda
W jaskini nie występują nacieki. Ściany są wilgotne, brak jest na nich roślinności. 

## Historia odkryć
Jaskinia była prawdopodobnie znana od dawna. Jej pierwszy plan i opis sporządziła I. Luty przy pomocy M. Kropiwnickiej w 1993 roku.